# أندريا باركر (مغنية)
أندريا باركر (بالإنجليزية: Andrea Parker)‏ هي دي جيه وملحنة ومغنية ومنتجة أسطوانات بريطانية، ولدت في 2 أبريل 1969.

## وصلات خارجية
- أندريا باركر على موقع ميوزك برينز (الإنجليزية)
- أندريا باركر على موقع أول ميوزيك (الإنجليزية)
- أندريا باركر على موقع ديسكوغز (الإنجليزية)